# 1938 w sztukach plastycznych

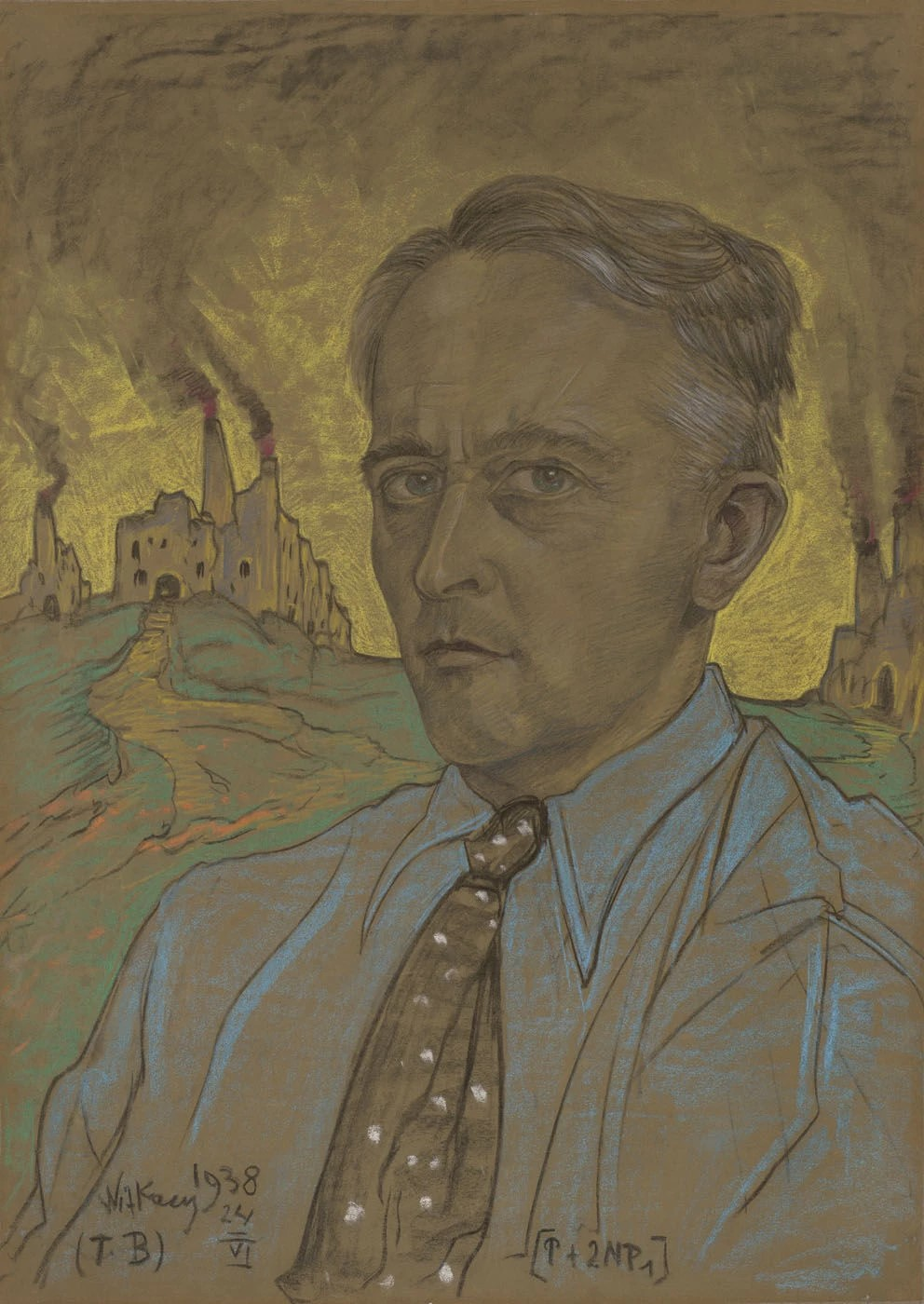
Autoportret Witkacego

Wydarzenia w sztukach plastycznych i wizualnych w 1938 roku.

## Malarstwo
- Salvador Dalí

Hiszpania
Niewidzialny afgan z wizerunkiem twarzy Garcii Lorci na plaży, w formie patery z trzema figami
- Edward Hopper

Przedział C, wagon 193 – olej na płótnie
- Frida Kahlo

Co dała mi woda
- Marc Chagall

Białe Ukrzyżowanie – olej na płótnie

## Rysunek
- Stanisław Ignacy Witkiewicz

Autoportret – pastel na papierze, 70,3×50,4 cm
Dr Jeckyll (autoportret) – pastel na papierze, 64,5x48 cm
Mr. Hyde (autoportret) – pastel na papierze, 68x48,6 cm

## Grafika
- Maurits Cornelis Escher

Cykl – litografia

## Urodzeni
- Günter Brus – austriacki malarz, performer, grafik i poeta
- Daniel Buren – francuski malarz i teoretyk sztuki
- Hermann Nitsch – austriacki artysta eksperymentalny, performer, malarz
- Andrzej Partum – polski artysta performer, malarz, akcjonista
- Roman Signer – niemiecki rzeźbiarz, autor instalacji i filmów
- Maciej Szańkowski – polski rzeźbiarz
- Zbigniew Warpechowski – polski performer

## Zmarli
- 31 maja – Hale Asaf (ur. 1905), turecka malarka
- 5 czerwca – Mikuláš Galanda (ur. 1895), słowacki malarz i grafik, jeden z prekursorów słowackiego modernizmu
- 15 czerwca – Ernst Ludwig Kirchner (ur. 1880), niemiecki malarz
- 20 lipca – Josef Drahoňovský (ur. 1877), czeski rzeźbiarz i gliptyk
- 24 października – Ernst Barlach (ur. 1870), niemiecki artysta